# Friedrich Rollwagen

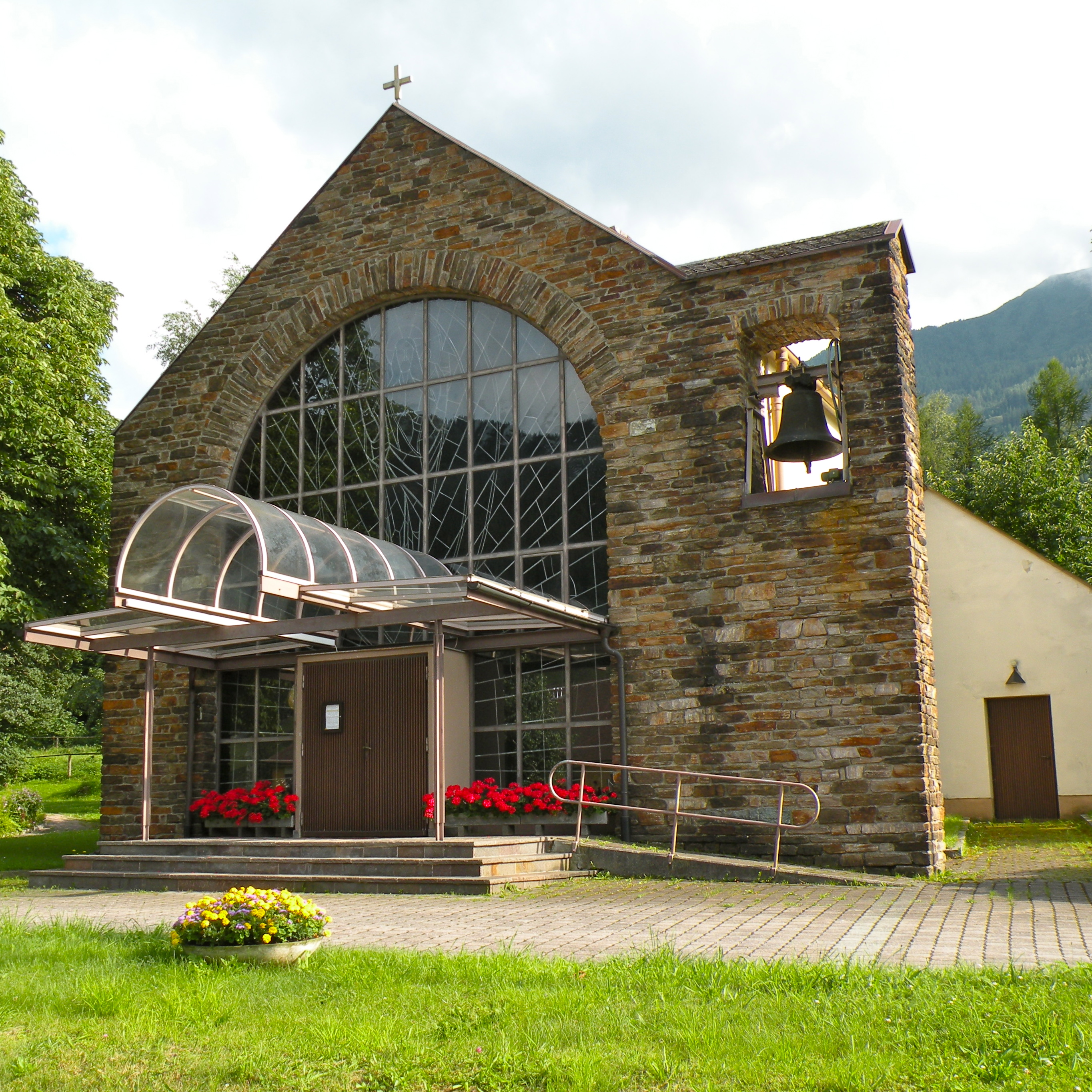
Auferstehungskirche Rottenmann

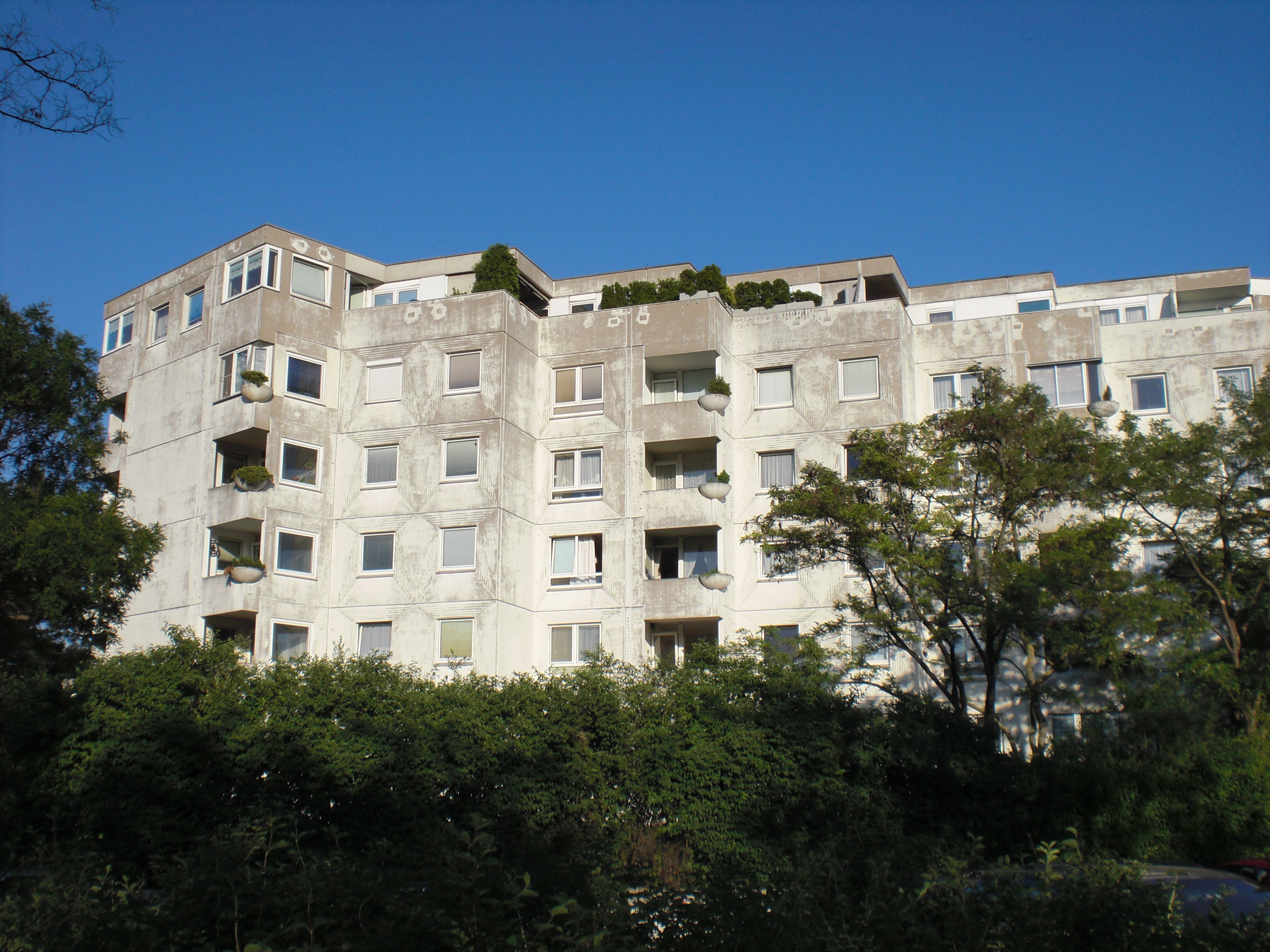
Wohnanlage Wiener Flur

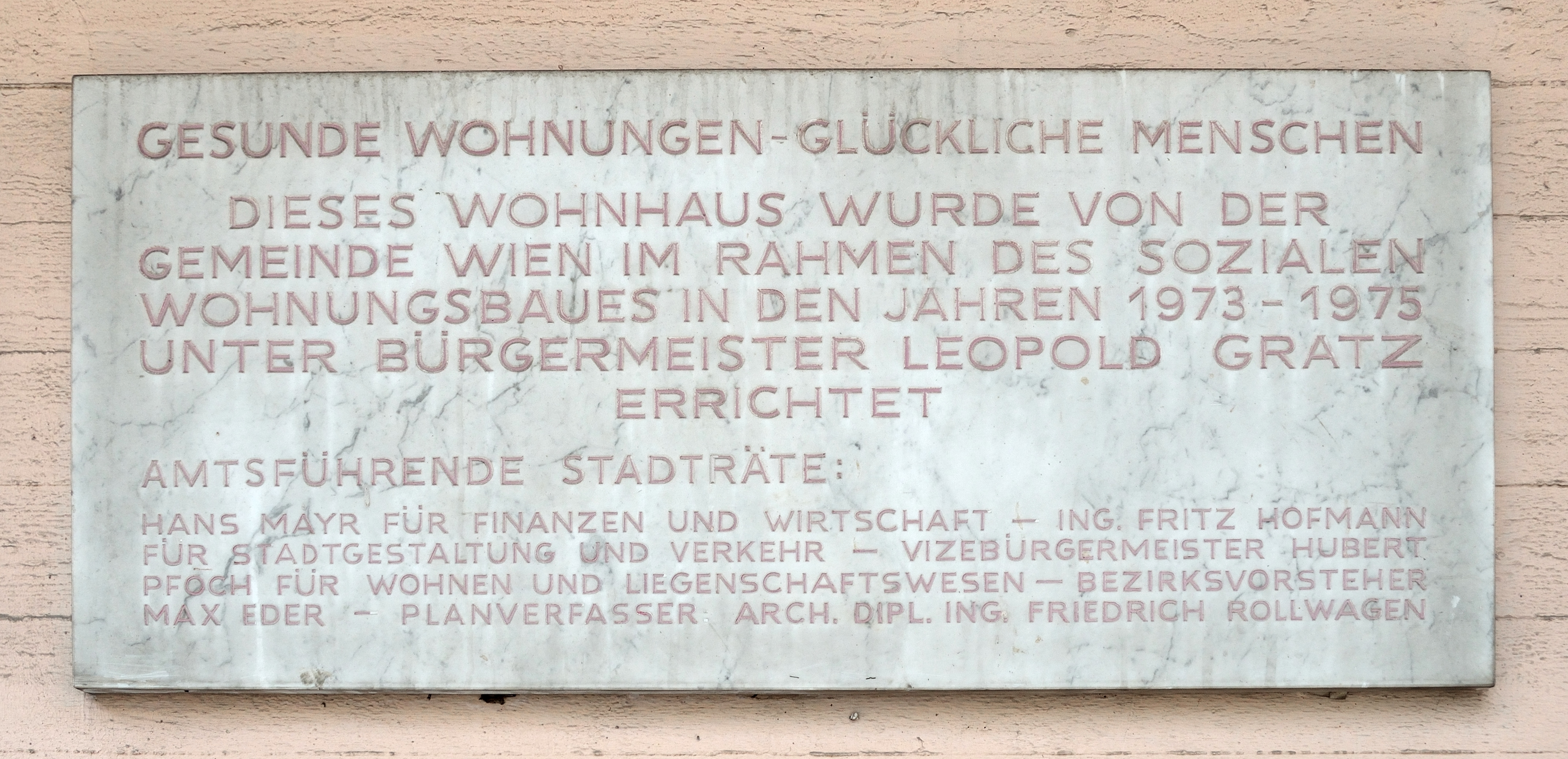
Inschrifttafel an der Wohnanlage Sechshauser Straße

Friedrich Rollwagen (* 13. April 1922 in Wien; † 17. Oktober 2005 ebenda) war ein österreichischer Architekt und Ziviltechniker.

## Leben und Wirken
Friedrich Rollwagen studierte an der Technischen Hochschule Wien das Fach Architektur, das er 1946 mit der 2. Staatsprüfung abschloss. 1952 erlangte er die Ziviltechnikerbefugnis. Friedrich Rollwagen war Präsident der Ingenieurkammer für Wien, Niederösterreich und das Burgenland und Präsident des Hauptverbandes der Sachverständigen Österreichs.
Für die Gemeinde Wien entwarf Rollwagen zahlreiche Wohnanlagen, daneben war er bis 1988 als Bauanwalt der Evangelischen Kirche in Österreich tätig, für die er mehrere Kirchenbauten realisierte.  Dabei vertrat er „die durchaus pointiert evangelische Linie, das Sakrale und das Profane zu verbinden“, so in der Auferstehungskirche Wien-Neubau, wo „der Gedanke einer Integration der Kirche in Wohnhausanlagen … dahingehend radikal durchgedacht“ wurde, „als die Kirche nach außen praktisch nicht zu erkennen ist.“
Rollwagen starb am 17. Oktober 2005 im Alter von 83 Jahren und wurde am 28. Oktober 2005 im Familiengrab am Neustifter Friedhof (Gruppe D, Reihe 5, Nummer 8) beerdigt.

## Ehrungen
- 1981 Ehrenring der Bundeskammer der Ziviltechniker[3]
- 2002 Ehrenmedaille der Bundeshauptstadt Wien

## Werke (Auswahl)

### Wohnanlagen
- 1954 bis 1956 Wohnanlage Plenergasse 12–14 in Wien 18[4]
- 1954 bis 1956 Stefan-Achatz-Hof in Wien (zusammen mit Hanns Miedel jun.)
- 1966 Evangelisches Studentenheim Albert Schweitzer Haus in Wien mit Veranstaltungszentrum unter Einbeziehung der Fassade der Schwarzspanierkirche (zusammen mit Peter Lehrecke)
- 1968 bis 1969 Haus Miltiades Caridis in Hietzing (zusammen mit Kasl Wittmann)[5]
- 1973 bis 1975  Wohnanlage Sechshauser Straße 94–96 in Rudolfsheim-Fünfhaus in Wien
- 1978 bis 1980 Wiener Flur in Siebenhirten (Wien) (zusammen mit Klara Hautmann-Kiss und Rudolf Hautmann (junior))

### Kirchliche Bauten
- 1955 bis 1957 Heilandskirche in Amstetten (zusammen Rudolf Pamlitschka)
- 1956 bis 1957 Erlöserkirche in Melk (zusammen mit Rudolf Pamlitschka)
- 1958 Auferstehungskirche in Rottenmann
- 1959 bis 1962 Auferstehungskirche in Wien-Neubau (zusammen mit Henry Lutz)
- 1967 Michaelskapelle in Eichgraben und
- 1970 Erweiterungstrakt des Kirchenrates und Bildungszentrums der ev. Kirche in Österreich
- 1972 Superintendentur A.B.; Wien-Margareten
- 1975 Kirche zur Ehre Gottes in Purkersdorf
- 1977/78  Wilhelm Dantine-Haus; Wien-Währing